# Lillian Lawrence
Lillian Lawrence (17 de febrero de 1868 – 7 de mayo de 1926) fue una actriz de teatro y cine mudo estadounidense. Su hija Ethel Grey Terry también fue actriz.

## Biografía
Lawrence nació en Alexandria, Virginia o en Alexander, Virginia Occidental pero se trasladó a San Francisco a los dos años. Allí debutó a los 13 años como ajedrecista en la opereta The Royal Middy. Después cantó ópera en el California Theatre durante tres años. A los 20 años, se unió a una compañía de gira, donde interpretó un papel en The Two Orphans. Posteriormente, se unió a un teatro de repertorio en Oakland.
En 1882, a la edad de 14 años, dio a luz a su hija Ethel, pero Lawrence permaneció soltera.
En 1892 se trasladó a la ciudad de Nueva York y al año siguiente regresó a Dayton, Ohio. Entonces obtuvo el papel protagonista en una producción de The Two Orphans junto a Kate Claxton. Lawrence regresó a Nueva York y, a continuación, trabajó en la National Theatre Stock Company de Washington D. C., donde interpretó papeles de Shakespeare con Thomas W. Keene.
En 1897, se incorporó a la Castle Square Stock Company, otro teatro de repertorio. Como los teatros de repertorio solían representar nuevas obras semanalmente, en el verano de 1897 ya había interpretado más de 300 papeles de ópera y 500 de teatro a lo largo de su carrera. Permaneció seis años en la compañía y se la conocía como la "dama principal". Su popularidad era tal que, cuando en 1901 abandonó temporalmente el grupo para tomarse un año sabático de 16 meses, recibió una gran ovación y un homenaje.
Lawrence regresó a San Francisco en 1904, se incorporó al repertorio del Alcazar Theatre y se hizo popular de inmediato. Tras un breve periodo en Portland, Oregón volvió a la costa este con el Orpheum Dramatic Stock Theatre en el Chestnut Street Theatre de Filadelfia, y con el Harry Davis Stock Players en el Grand Theatre de Pittsburgh. También regresó a Boston para actuar con la John Craig Stock Company en el Globe Theatre de Boston, hizo apariciones especiales con la Castle Square Company, y actuó en obras de Broadway, como en el papel de la abuela, "el demonio", en His Majesty Bunker Bean en 1916 en el Astor Theatre.
Se unió a Ethel en Los Ángeles en 1919 y allí actuó tanto en cine como en teatro. Lawrence murió de una enfermedad cardíaca en 1926 en casa de su hija en Beverly Hills. Sus cenizas están enterradas en el cementerio Hollywood Forever.

## Filmografía parcial
- The Galley Slave (1915)
- A Fallen Idol (1919)
- The Social Pirate (1919)
- Black Is White (1920)
- A Parisian Scandal (1921)
- A Girl's Desire (1922)
- East Is West (1922)
- White Shoulders (1922)
- The Voice from the Minaret (1923)
- Fashionable Fakers (1923)
- The Common Law (1923)
- Three Ages (1923)
- Crinoline and Romance (1923)
- Christine of the Hungry Heart (1924)
- Graustark (1925)
- Stella Maris (1925)